# Exposição Universal de 1933
A  Exposição Universal de 1933 (A Century of Progress International Exposition) foi uma feira mundial que aconteceu em Chicago de 27 de maio a 1 de novembro de 1933 a fim de celebrar o centenário da cidade. O tema da feira foi inovações tecnológicas. O lema da feira foi "Science Finds, Industry Applies, Man Adapts" (Descobertas científicas, Aplicações Industriais, Adaptação do Homem); o seu símbolo arquitetônico foi o Sky Ride.

## Exibição
As construções da feira eram multi-coloridas, a fim de criar uma "Cidade Arco-Íria", o oposto à "Cidade Branca" da Exposição Universal de 1893. As construções, em sua maioria, eram de arquitetura moderna, também em contraste com a Expo de 1893. Tiveram performances famosas como de Sally Rand, Judy Garland, The Cook Family Singers, e The Andrews Sisters, além de retratos de afro-americanos e uma cidade anã com 60 Lilliputianos, e uma incubadora contendo bebês de verdade.

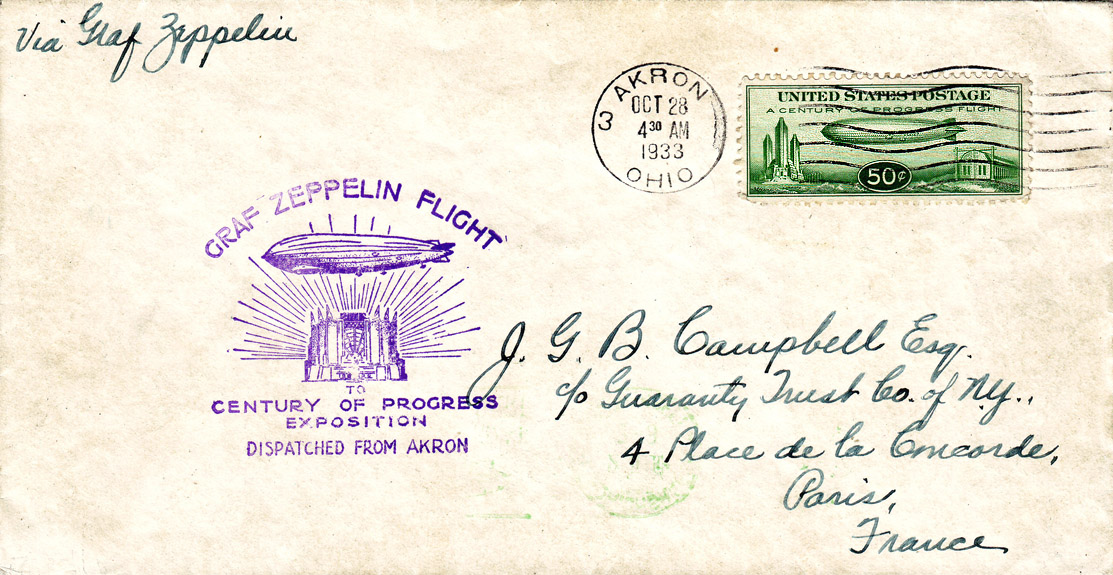
Carta carregada pelo Graf Zeppelin

Uma das maiores atrações da feira foi a chegada do dirigível alemão Graf Zeppelin em 26 de outubro de 1933. Após dar a volta no Lago Mochigan perto da exposição, por duas horas, o Comandante Hugo Eckener o aterrissou em um campo de pouso próximo e lá permaneceu por 25 minutos e de lá decolou e partiu para Akron, Ohio.
O primeiro jogo All-Star da Liga de Baseball aconteceu no Parque Comiskey em conjunto com a feira.

## Legado
Muito do que foi a feira hoje são um parque em Northerly Island e o McCormick Place. Uma coluna das ruínas do templo romano cedida pelo governo italiano permanece em Soldier Field. A cidade adicionou uma estrela vermelha à sua bandeira em 1933 a fim de comemorar a Expo. Em conjunto com a feira, a comunidade ítalo-americana conseguiu fundos e doou a estátua do navegador genovês Cristóvão Colombo ao Grant Park.
O Museu Polonês da América possui a pintura "Pulaski na Savana" de Stanisław Kaczor-Batowski, que foi exibida na Expo e ganhou a medalha de ouro. Após a feira a pintura ficou no The Art Institute of Chicago onde foi inaugirada por Eleanor Roosevelt, até que foia dquirida pelo Museu Polonês da América.
O Correio dos Estados Unidos lançou uma série especial de selos a fim de comemorar a visita do Graf Zeppelin. O selo de 1 centavo ficou conhecido como "Baby Zep". Além desta série foi lançada outra de 1 e 3 cents e um bloco de 25 selos.

## Imagens

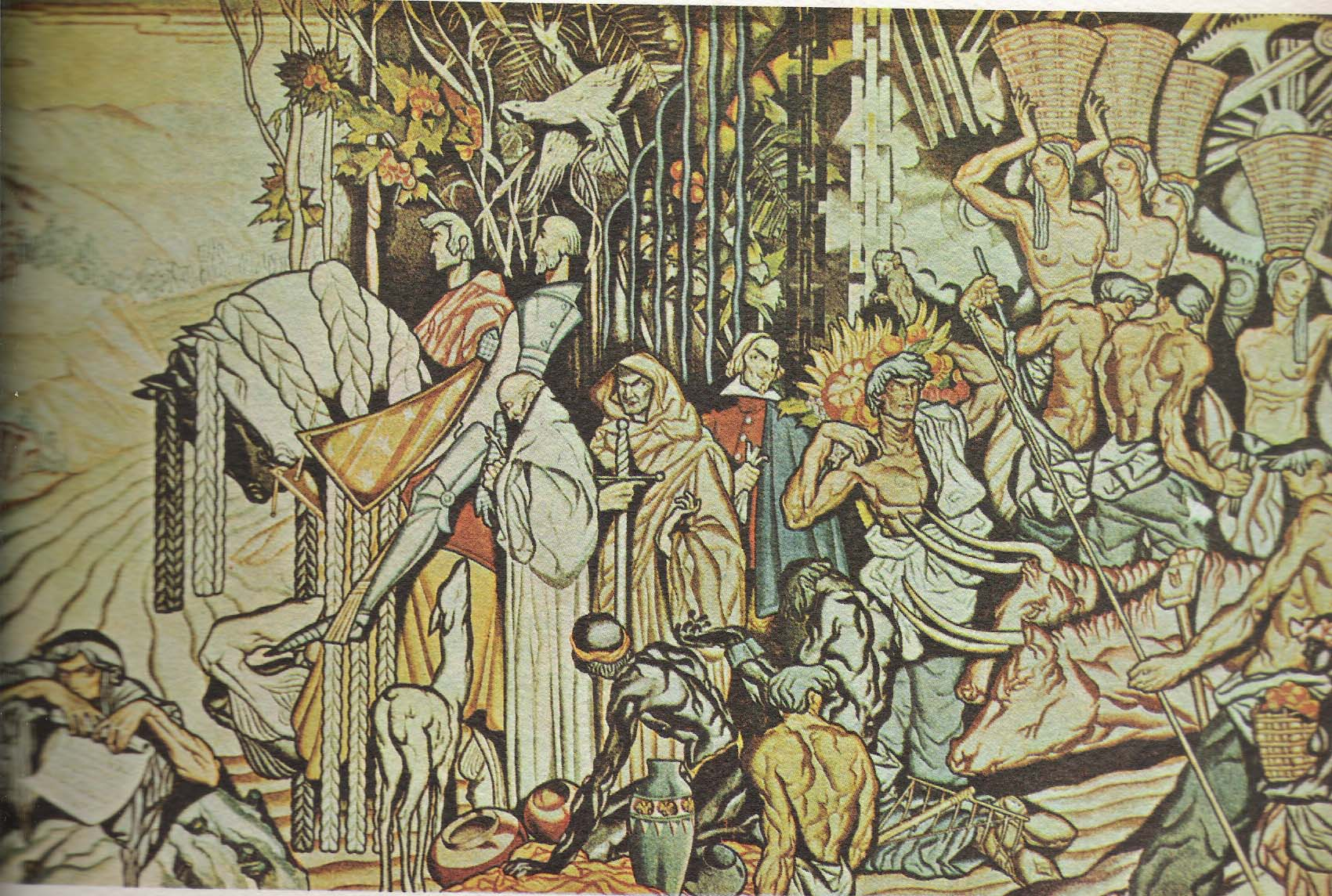
Mural Geral da Feira
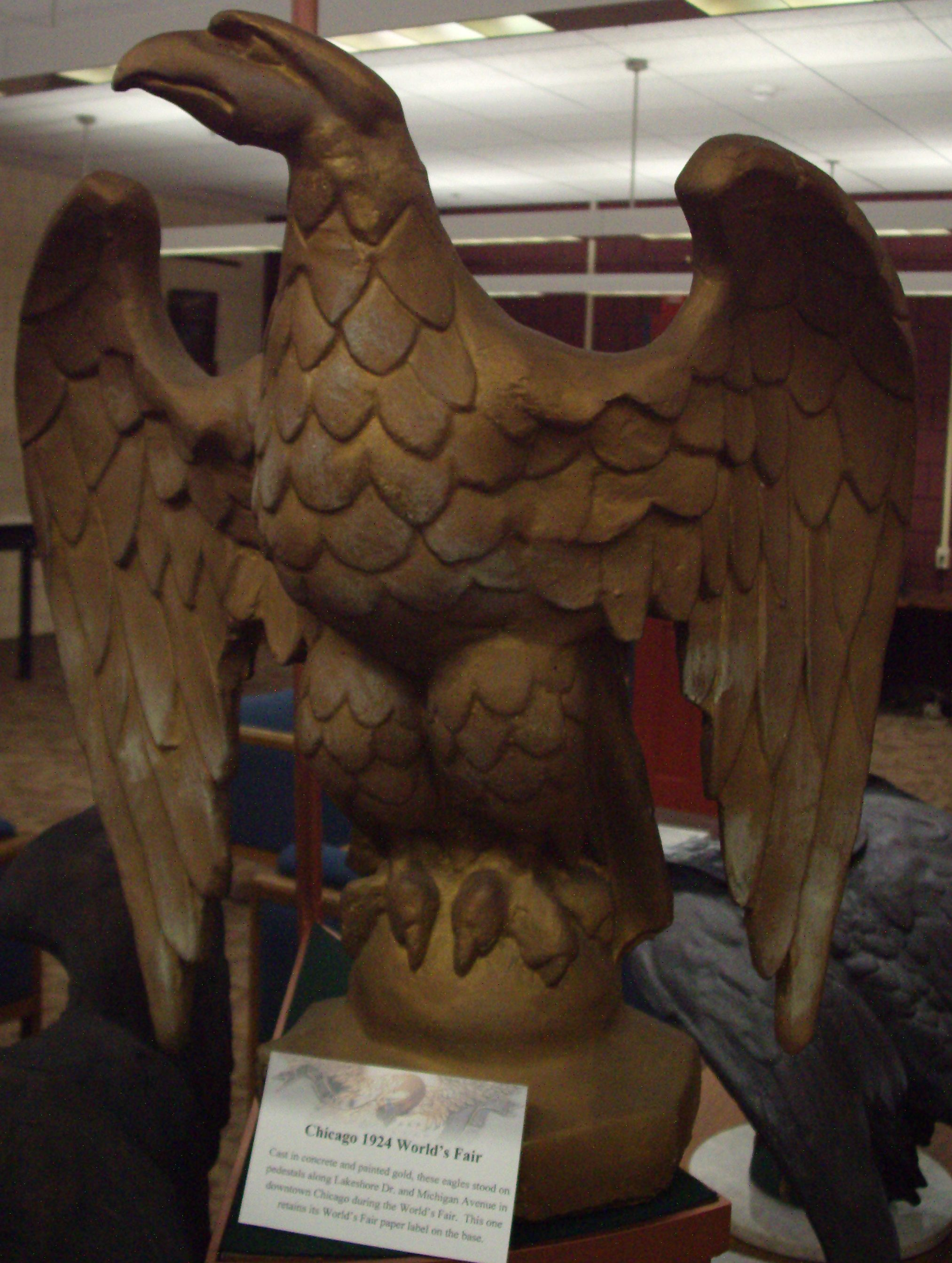
Uma das águias em pedestal entre a Lakeshore Drive e a Michigan
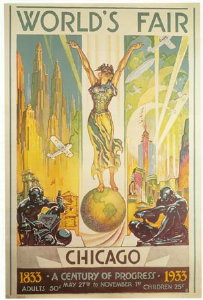
Pôster da feira desenhado por Glen C. Sheffer.